# Agnieszka Sienkiewicz
Agnieszka Sienkiewicz-Gauer (sinh ngày 19 tháng 7 năm 1984 tại Mrągowo) là một diễn viên người Ba Lan. Tên tuổi của cô gắn liền với các bộ phim như M jak miłość (2011-2015) trong vai Kasia Mularczyk, Przyjaciólki (từ năm 2012) trong vai Dorota, và phim Yuma (2012) trong vai Mariola. Cô cũng được khán giả biết đến qua việc xuất hiện trong chương trình giải trí Dancing with the Stars phiên bản Ba Lan - Taniec z gwiazdami (2014) trên kênh Polsat. Bạn nhảy của Agnieszka Sienkiewicz trong chương trình này là Stefano Terrazzino.
Năm 2017, Agnieszka Sienkiewicz kết hôn với Mikołaj Gauer. Cặp đôi có với nhau hai người con gái tên là Zofia (sinh năm 2016) và Maria (sinh năm 2019).

## Thành tích nghệ thuật
Dưới đây liệt kê các phim điện ảnh và phim truyền hình nổi bật có sự góp mặt của Agnieszka Sienkiewicz:

### Phim điện ảnh
- 2008: Wichry Kołymy - Wiera
- 2008: Ile waży koń trojański?
- 2008: Ego - Monika
- 2009: At Oglog
- 2010: Milion dolarów - Julia
- 2012: Yuma - Mariola
- 2013: Był sobie dzieciak
- 2018: Miłość jest wszystkim

### Phim truyền hình
- 2007: Klan - Iwona
- 2007: Twarzą w twarz
- 2007: Plebania
- 2008: Na dobre i na złe - Tamara
- 2008: Faceci do wzięcia
- 2008: Agentki - Magda Jaroszek
- 2009: Rodzina zastępcza
- 2009-2011: Na Wspólnej - Ania
- 2009: Teraz albo nigdy!
- 2009: Blondynka
- 2010: Apetyt na życie - Małgosia
- 2010: Ojciec Mateusz - Kasia
- 2010-2011: Prosto w serce - Wiktoria Sagowska
- 2011-2015: M jak miłość - Katarzyna Mularczyk
- 2012: Hotel 52 - Sylwia
- 2012: Anna German - Magda Janowska
- Từ 2012: Przyjaciółki - Dorota Grabowska
- 2014: Sama słodycz - Janina
- 2014-2015: Ojciec Mateusz
- 2015: Zziajani - Basia Orzeł
- 2017-2018: Dziewczyny ze Lwowa - Hanna Dalecka
- 2020: Komisarz Alex - Olga Kalińska